# Дашковский сельсовет (Могилёвская область)
Да́шковский сельсовет (бел. Да́шкаўскі сельсавет) — административная единица на территории Могилёвского района Могилёвской области Республики Беларусь. Административный центр — агрогородок Дашковка.

## История
Образован 20 августа 1924 года.

## Состав
Включает 14 населённых пунктов:
- Бовшево — деревня
- Дашковка — агрогородок
- Досова Селиба — деревня
- Красница 1 — деревня
- Красница 2 — деревня
- Лежневка — деревня
- Межисетки — агрогородок
- Новосёлки — деревня
- Салтановка — деревня
- Селец — деревня
- Стайки — деревня
- Тумановка — деревня
- Чернозёмовка — деревня

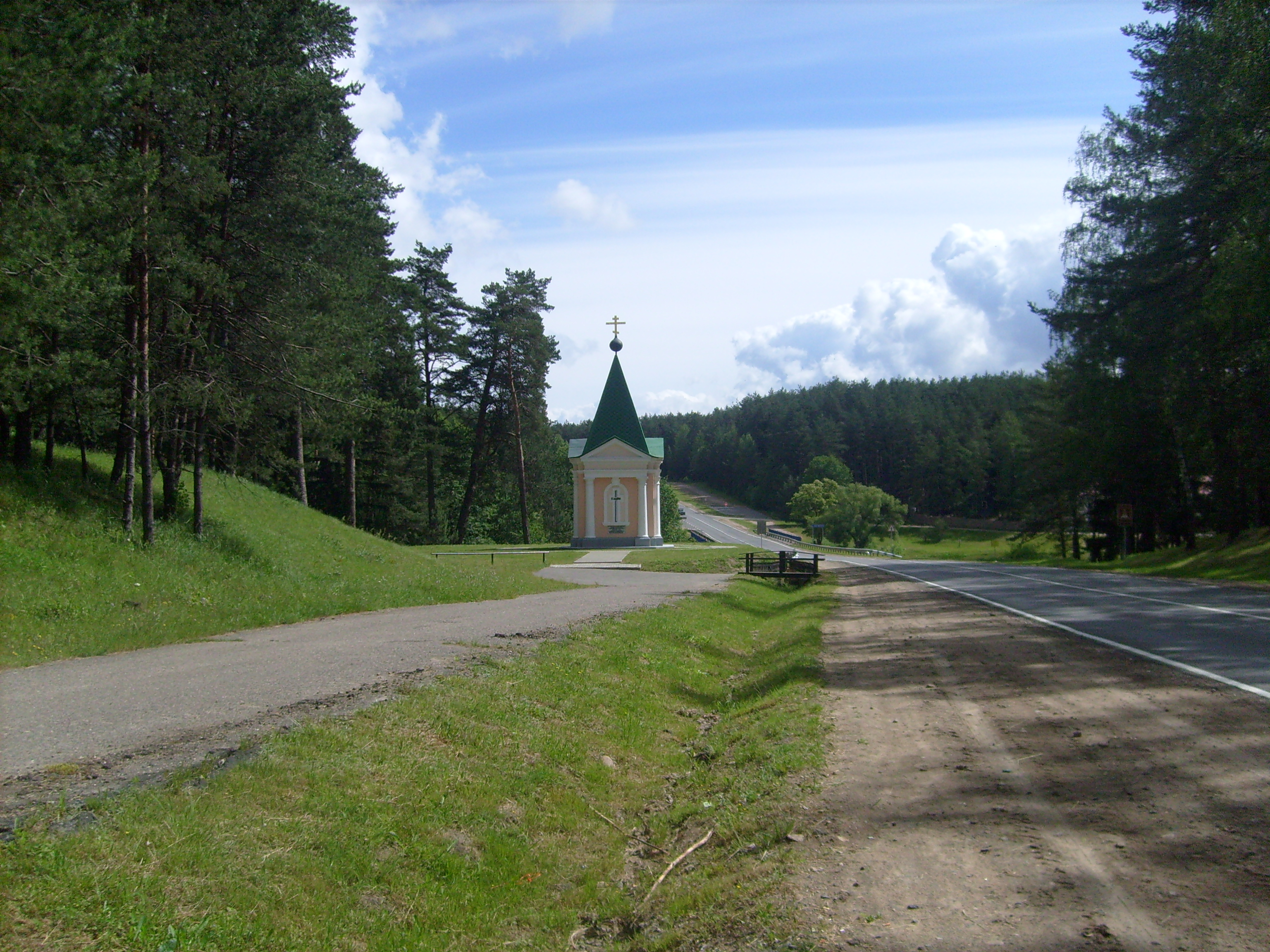
Трасса Р93 у деревни Салтановка и мемориальная часовня

- Чернозёмовка — сельский населённый пункт рядом с одноимённой железнодорожной станцией